# Lisa Germano
Lisa Germano (Mishawaka, Indiana, 27 giugno 1958) è una cantautrice e polistrumentista statunitense.
Cantautrice molto stimata per i suoi testi intimisti e autobiografici. Musicista di formazione classica, è specializzata nel suonare archi, in particolare il violino, il cui studio ha praticato fin da bambina.
Durante la sua carriera, ha collaborato con numerosi artisti, come gli Eels, John Mellencamp, i Simple Minds, David Bowie, Sheryl Crow, Iggy Pop e i Crowded House.

## Biografia
La sua carriera come musicista cominciò nel 1987, come violinista al fianco di John Mellencamp, collaborandovi per i successivi sette anni.
Nel 1991, all'età di 33 anni autoprodusse il suo album d'esordio come solista, On the Way Down From the Moon Palace, scrivendo tutti i brani e suonando tutti gli strumenti.
Nonostante le scarse vendite, il disco attirò l'attenzione della Capitol Records, con cui pubblicò il successivo Happiness, nel 1993.
Non soddisfatta dalla produzione della Capitol, recise il contratto con essa, per accasarsi con la 4AD Records.
Nel 1994, pubblicò Geek the Girl, per molti critici il suo capolavoro nonché uno dei dischi più importanti del periodo. Questo disco fece parlare di sé anche per il brano ...A Psychopath, che contiene la registrazione della telefonata di una donna, vittima di un abuso sessuale, al numero di emergenza 911, la quale, a detta della Germano stessa, sarebbe reale.
Anche Excerpts From a Love Circus, del 1996, ricevette un buon riscontro di critica su riviste importanti come Spin e Rolling Stone, seppur le vendite furono scarse.
Dopo Slide, del 1998, recise il suo contratto con la 4AD Records, e si trasferì a Los Angeles, lavorando come commessa in un negozio di libri, continuando, comunque, a comporre e a collaborare con altri musicisti.
Nel 2002, pubblicò due dischi di sue vecchie canzoni inedite, Concentrated e Rare, Unusual or Just Bad Songs.
Nel 2004, dopo sei anni dall'ultimo album, pubblicò Lullaby For Liquid Pig.
Nel luglio del 2006, uscì In the Maybe World, per la Young God Records di Michael Gira degli Swans, seguito, nel giugno del 2007, dalla ristampa di Lullaby For Liquid Pig, che non aveva avuto molta fortuna commerciale tre anni prima, abbinato a un live dell'ultimo tour, inediti e home recordings.
Al termine di un tour mondiale, nell'autunno del 2009, pubblicò Magic Neighbour.

## Discografia

### Album in studio
- 1991 - On the Way Down From the Moon Palace
- 1994 - Happiness
- 1994 - Geek the Girl
- 1996 - Excerpts From a Love Circus
- 1998 - Slide
- 2003 - Lullaby for Liquid Pig
- 2006 - In the Maybe World
- 2009 - Magic Neighbour
- 2013 - No Elephants

### Raccolte
- 2002 - Concentrated
- 2002 - Rare, Unusual or Just Bad Songs

### Collaborazioni
- 1987 - The Lonesome Jubilee, John Mellencamp
- 1990 - Nomads Indians Saints, Indigo Girls
- 1993 - 30th Anniversary Concert Celebration, Bob Dylan
- 1997 - Slush, OP8
- 1998 - The Globe Sessions, Sheryl Crow
- 1998 - Electro-Shock Blues, Eels
- 2000 - Oh, What a Beautiful Morning, Eels
- 2001 - 7 Worlds Collide, Neil Finn
- 2001 - L'Absente e C'était ici, Yann Tiersen
- 2002 - Anna, Anna Waronker
- 2002 - Heathen, David Bowie
- 2003 - 0304, Jewel
- 2003 - Strong Currents, Hector Zazou
- 2003 - Shootenanny!, Eels
- 2010 - Familial, Philip Selway